# Parafia św. Antoniego Padewskiego w Stopnicy
Parafia Świętego Antoniego Padewskiego – parafia rzymskokatolicka należąca do dekanatu stopnickiego diecezji kieleckiej. Mieści się we wsi Kąty Stare, w gminie Stopnica. Duszpasterstwo prowadzą księża ze Zgromadzenia Księży Najświętszego Serca Jezusowego (Sercanów).

## Historia
W 1633 r. wojewoda sandomierski Krzysztof Ossoliński i jego żona Zofia z Wojsławic Cikowska ufundowali klasztor dla nawracania arian, licznie zamieszkałych w tych okolicach. Kościół klasztorny otrzymał wezwanie św. Marii Magdaleny i św. Franciszka. W 1637 r. delegat biskupa krakowskiego Grzegorz Kownacki sprowadził do klasztoru oo. Reformatów. Mieścił się tutaj Nowicjat zakonny i studium teologii. W czasie II wojny światowej, 7 listopada 1944 r. kościół klasztorny został wysadzony w powietrze. Po zakończeniu wojny nabożeństwa początkowo były odprawiane w refektarzu, a od 1965 roku część klasztoru przeznaczono na kościół, który do tej pory służy wiernym. 
W 1979 r. klasztor przeszedł na własność Zgromadzenia Księży Sercanów, którzy utworzyli  w nim Nowicjat. 
W 1983 r. dokonano zmiany tytułu kościoła ze św. Marii Magdaleny na św. Antoniego Padewskiego. W 1986 r., dekretem księdza arcybiskupa Stanisława Szymeckiego, z części parafii Stopnica pod wezwaniem św. Apostołów Piotra i Pawła utworzono nową parafię pod wezwaniem św. Antoniego Padewskiego. Do parafii należą wierni z miejscowości: Folwarki, Kąty Stare, Kuchary, Prusy, Skrobaczów i Wolica.